# 실버체어

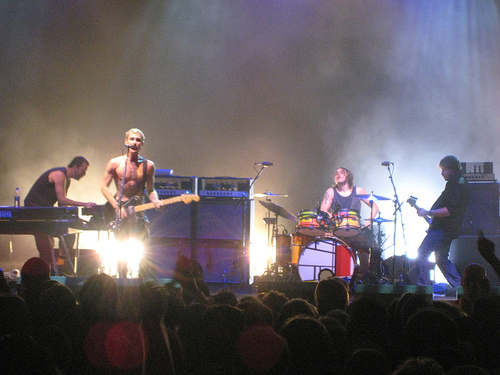

실버체어(Silverchair)는 1992년 뉴캐슬 (뉴사우스웨일스주)에서 이노센트 크리미널스(Innocent Criminals)라는 이름으로 결성된 호주의 록 밴드로, 보컬과 기타를 담당하는 대니얼 존스(Daniel Johns), 드럼을 담당하는 벤 길리스(Ben Gillies), 베이스 기타를 담당하는 크리스 조아누(Chris Joannou)와 함께 결성되었다. 이 그룹은 1994년 중반 SBS TV 쇼 노마드(Nomad)와 ABC 라디오 방송국 트리플 J가 진행한 전국 데모 대회에서 우승하면서 큰 휴식을 취했다. 밴드는 머머(Murmur)와 계약을 맺었고 호주 및 국제적으로 성공했다. 실버체어는 전 세계적으로 천만 개가 넘는 앨범을 판매했다.
실버체어는 역사상 다른 어떤 아티스트보다 더 많은 ARIA 뮤직 어워드를 수상하여 49개 후보에 올랐고 21개 상을 받았다. 이들은 또한 2008년에 존스가 3개의 작곡상을 수상하는 등 6개의 APRA 상을 받았다. 스튜디오 앨범 5개 모두 ARIA 앨범 차트에서 1위로 데뷔했습니다: Frogstomp(1995), Freak Show(1997), Neon Ballroom(1999), Diorama (2002), Young Modern(2007). 관련 ARIA 싱글 차트에서는 "Tomorrow"(1994), "Freak"(1997), "Straight Lines"(2007) 등 3개의 싱글이 1위를 차지했다.
실버체어의 얼터너티브 록 사운드는 그들의 경력 전반에 걸쳐 발전했으며, 첫 두 음반의 그런지부터 오케스트라와 아트 록의 영향을 보여주는 이후 작품에 이르기까지 특정 앨범의 다양한 스타일이 수년에 걸쳐 더욱 야심차게 성장했다. 존스의 작곡과 노래는 밴드가 점점 더 복잡해지는 요소를 개발하는 동안 꾸준히 발전했다.
2003년 Diorama가 발매된 후 밴드는 중단을 선언했으며 그 동안 멤버들은 Dissociatives, Mess Hall 및 Tambalane의 사이드 프로젝트를 녹음했다. 실버체어는 2005년 웨이브 에이드(Wave Aid) 콘서트에서 재회했다. 2007년에는 다섯 번째 앨범 Young Modern을 발매하고 동시대인 파우더핑거와 함께 Across the Great Divide 투어를 진행했다. 2011년 5월 실버체어는 무기한 중단을 발표했다.